# Chelmsford (Massachusetts)
Chelmsford ist eine Kleinstadt im Middlesex County des Bundesstaats Massachusetts in den Vereinigten Staaten.
Das U.S. Census Bureau hat bei der Volkszählung 2020 eine Einwohnerzahl von 36.392 ermittelt. Chelmsford grenzt an Lowell und ist Teil der Region Greater Lowell.

## Geschichte
Benannt nach Chelmsford in England, wurde die Stadt im Mai 1655 durch einen Akt des Massachusetts General Court gegründet. Die lokale Wirtschaft wurde durch Holzverarbeitung, Kalksteinbrüche und Brennöfen angekurbelt. Die landwirtschaftlich geprägte Gemeinde East Chelmsford wurde in den 1820er Jahren als Lowell eingemeindet und entwickelte sich in den nächsten Jahrzehnten zu einer der ersten großen Fabrikstädte in den Vereinigten Staaten, da sie eine frühe Rolle in der industriellen Revolution des Landes spielte. Chelmsford erlebte zwischen 1950 und 1970 einen drastischen Bevölkerungsanstieg, zeitgleich mit dem Anschluss der U.S. Route 3 in Lowell an die Massachusetts Route 128 in den 1950er Jahren und der Verlängerung der U.S. Route 3 von Chelmsford nach New Hampshire in den 1960er Jahren.

## Demografie
Laut einer Schätzung von 2019 leben in Chelmsford 35.391 Menschen. Die Bevölkerung teilt sich im selben Jahr auf in 87,2 % Weiße, 0,9 % Afroamerikaner, 9,2 % Asiaten und 1,8 % mit zwei oder mehr Ethnizitäten. Hispanics oder Latinos aller Ethnien machten 3,3 % der Bevölkerung von Sudbury aus. Das mittlere Haushaltseinkommen lag bei 116.111 US-Dollar und die Armutsquote bei 3,6 %.

## Söhne und Töchter
- Benjamin Pierce (1757–1839), Politiker und Gouverneur von New Hampshire.
- Josiah Gardner Abbott (1814–1891), Politiker
- Phil Bourque (* 1962), Eishockeyspieler
- Kristen Wilson (* 1969), Schauspielerin
- Jack Eichel (* 1996), Eishockeyspieler